# Psy wojny
Psy wojny (ang. The Dogs of War)  – powieść sensacyjna brytyjskiego pisarza Fredericka Forsytha z roku 1974.
Fabuła przedstawia zamach stanu zorganizowany i przeprowadzony w fikcyjnym afrykańskim państwie Zangaro przez międzynarodowy oddział najemników pod dowództwem Irlandczyka Carlo Shannona, działający na zlecenie szefa brytyjskiego koncernu górniczego, pragnącego przejąć kontrolę nad tamtejszymi złożami platyny.

## Opinie
Podobnie jak inne powieści autora, również i ta zawiera wiele odniesień do wydarzeń rzeczywistych, zręcznie przeplecionych z fikcją literacką. Fikcyjne państewko Zangaro jest wzorowane na Gwinei Równikowej, inspiracją dla postaci dyktatora Jeana Kimby był prezydent Gwinei Równikowej Francisco Macías Nguema, zaś nienazwany z imienia i nazwiska generał występujący w prologu, kierujący przegraną rebelią secesjonistyczną, wzorowany jest na postaci pułkownika Chukwuemeka Odumegwu Ojukwu zwanym „Emeka”, prezydencie Biafry. Powieść napisana stylem dziennikarskim, zawiera bogaty materiał na temat konfliktów zbrojnych w postkolonialnej Afryce, neokolonializmu, międzynarodowego handlu bronią i najemnictwa.
Ze względu na realistyczne przedstawienie mechanizmu współczesnego najemnictwa, pojawiła się pogłoska, że Forsyth sam współorganizował i finansował niedoszły zamach stanu w Gwinei Równikowej, podjęty w celu zdobycia bazy operacyjnej dla zwolenników pułkownika Ojukwu. Informacja ta jest dość często powtarzana w mediach, nie jest jednak potwierdzona.
Wydania w okresie PRL miały treść ocenzurowaną – przede wszystkim wycięto z nich cały wątek ingerencji sowieckiej w sprawy Zangaro, jak również okrojono opisy procederu handlu bronią dotyczące udziału w nim państw komunistycznych, w tym Jugosławii. 

## Ekranizacja
Nakręcony na podstawie powieści film z 1980 roku w reżyserii Johna Irvina, miał fabułę okrojoną z bardzo rozwiniętego wątku biznesowego i znacznie zmienioną (m.in. o wątek dziennikarski, romansowy) w porównaniu z książkowym oryginałem. Przywódca grupy zamachowców i organizator zleconej misji – Christopher Walken, stworzył sugestywną postać najemnika zmagającego się z problemami osobistymi, który nie potrafi odnaleźć się w życiu cywilnym.